# Giustino Durano
Giustino Durano (Brindisi, 5 de mayo de 1923-Bologna, 18 de febrero de 2002) fue un actor reconocido de cine y televisión italiano.
Es reconocido principalmente por sus trabajos en el cine, donde destaca un papel importante en La vida es bella de Roberto Benigni en 1998.

## Trayectoria
Hombre de teatro polifacético, dotado de expresiones faciales poco comunes y una ductilidad vocal destacada por un apuesto físico, debutó en 1944 en un espectáculo para las Fuerzas Armadas, dirigido por el Mayor Anton Giulio Majano.
Posteriormente actuó en la ciudad de Bari, junto a Peppino De Filippo (1947), en el Teatro Puccini de Milán en el avanspettacolo (1951), junto a Febo Conti, y en los años siguientes trabajó con Dario Fo y Franco Parenti en el Piccolo Teatro de Milán en espectáculos innovadores como El dedo en el ojo (1952-1953) y Sani da legare (1954-1955).
En 1997 formó parte del elenco de la reconocida película La vida es bella, interpretando a Eliseo Orefice, el tío del protagonista Guido.
Posteriormente, tuvo una destacada trayectoria como comediante.

## Muerte
Durano falleció en el año 2002, después de tener una larga y difícil lucha contra el cáncer.

## Reconocimiento
En la ciudad natal de Durano, Brindisi, a partir del año 2011, una escuela comenzó a funcionar llevando su nombre como un homenaje al actor.